# Taraba (ptak)
Taraba, taraba wielka (Taraba major) – gatunek średniej wielkości ptaka z rodziny chronkowatych (Thamnophilidae). Zasiedla większość krainy neotropikalnej, od południowo-wschodniego Meksyku do północnej Argentyny. Jedyny przedstawiciel rodzaju Taraba. Nie jest zagrożony.

## Podgatunki i zasięg występowania
Wyróżnia się 10 podgatunków Taraba major:
- T. m. melanocrissus (P.L. Sclater, 1860) – południowo-wschodni Meksyk do zachodniej Panamy
- T. m. obscurus J.T. Zimmer, 1933 – zachodnia Kostaryka do północnej Kolumbii
- taraba północna[5] (T. m. transandeanus) (P.L. Sclater, 1855) – południowo-zachodnia Kolumbia, zachodni Ekwador i północno-zachodnie Peru
- T. m. granadensis (Cabanis, 1872) – północna i środkowa Kolumbia oraz północno-zachodnia Wenezuela
- T. m. semifasciatus (Cabanis, 1872) – wschodnia Kolumbia, południowa i północno-wschodnia Wenezuela, region Gujana oraz północno-wschodnia i środkowa Brazylia
- T. m. duidae Chapman, 1929 – góry Duida (południowo-wschodnia Wenezuela)
- T. m. melanurus (P.L. Sclater, 1855) – zachodnia Amazonia
- T. m. borbae (Pelzeln, 1868) – zachodnio-środkowa Brazylia na południe od Amazonki
- T. m. stagurus (M.H.K. Lichtenstein, 1823) – wschodnia i północno-wschodnia Brazylia
- taraba południowa[5] (T. m. major) (Vieillot, 1816) – wschodnia Boliwia, Paragwaj, południowa Brazylia i północna Argentyna.

## Morfologia
Mierzy 20 cm, osiąga masę ciała 50–70 g. Samiec kontrastowy, ma czerwone oczy, smoliście czarny wierzch ciała i trzy białe pręgi na skrzydle. Spód jego ciała początkowo jest biały, od nóg w tył szary. Samica ma kasztanowaty wierzch ciała i płowy spód.

## Zachowanie
Taraba ma bardzo zróżnicowany pokarm, do jej diety należą m.in. ślimaki, drobne gryzonie i ryby. Środowiskiem tego gatunku ptaka są niższe części zarośli.

## Status
Międzynarodowa Unia Ochrony Przyrody (IUCN) uznaje tarabę za gatunek najmniejszej troski (LC – least concern) nieprzerwanie od 1988 roku. Według szacunków organizacji Partners in Flight z 2019 roku, liczebność populacji zawiera się w przedziale 5–50 milionów dorosłych osobników. Trend liczebności populacji uznawany jest za lekko spadkowy.